# Billung
Billung var namnet på en sachsisk ätt, vars medlemmar omkring 950-1106 var hertigar av Sachsen under fem generationer.
Hermann Billung gjordes av Otto I till hertig och dog 973 i Quedlinburg. Efter honom följde Bernhard I av Sachsen, Bernhard II av Sachsen, Ordulf av Sachsen (gift 1042 med Ulfhild av Norge, född cirka 1020, död 1070) och Magnus av Sachsen, med vilken släkten utslocknade.
Magnus av Sachsen ärvdes av sina två döttrar. 
1. Wulfhild av Sachsen gifte sig någon gång mellan 1095 och 1100 med hertig Henrik den svarte av Bayern (född 1074 eller 1075, död 1126) och fick med honom sonen Henrik, som sedermera blev hertig av både Bayern och Sachsen.
2. Eilika av Sachsen blev grevinna av Ballenstedt och Anhalt samt arvtagare av Werben och pfalzgrevskapet Sachsen. Eilika gifte sig 1095/1100 med greve Otto den rike av Ballenstedt (1070/1073-1123). Paret fick följande barn:
  1. Albrekt Björnen (ca 1100-1170), hertig av Sachsen och markgreve av Brandenburg
  2. Adelheid von Ballenstedt (ca 1100-efter 1139), gift 1. med markgreven av Nordmark, Heinrich von Stade (död 1128), gift 2. med greven av Osterburg, Werner III von Veltheim (död efter 1170)